# 草临线轮渡
草临线轮渡，原称亚药线、中殷线轮渡。为中国上海市黄浦江上的一条对江轮渡航线。航线西起杨浦区临江路临江路轮渡站，东至浦东新区高橋镇江心沙路草镇轮渡站。航线始于民国年间，航线初名亚药线（浦西药水厂——浦东亚西亚码头）。1958年3月10日，航线由上海市轮渡公司接管，更名为中殷线（浦西殷行路——浦东中国石油公司）。1959年10月22日，中殷线浦西轮渡站迁至临江路；浦东轮渡站迁至草镇，更名草临线并延续至今。

## 历史

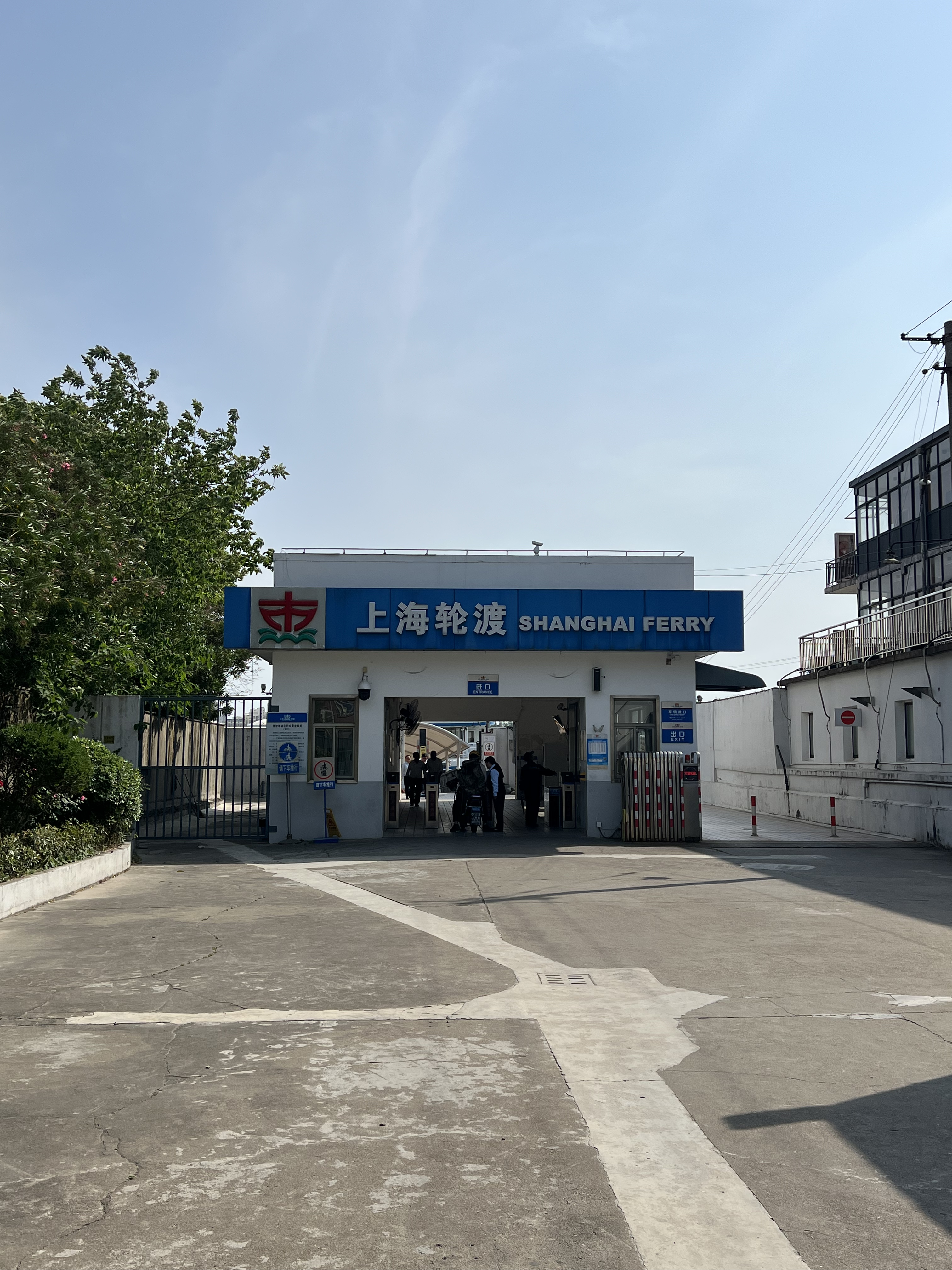
草桥轮渡站

草临线轮渡开办于民国年间，初名亚药线，航线由浦西药水厂至浦东亚西亚码头，航线以手摇舢舨渡客。
1956年4月，轮渡进行社会主义改造，由划舢组织动员该渡舢舨业主回乡参加农业生产，但由于该渡仍有客流需要，遂保留部分人员继续以舢舨渡客。1958年3月10日，航线由上海市轮渡公司接管，同时更名为中殷线。航线由浦西殷行路至浦东中国石油公司码头。1959年10月22日，中殷线浦西轮渡站迁至临江路；浦东轮渡站迁至草镇，更名草临线，至今。1970年11月12日，新建草镇轮渡站候船室，建筑面积80平方米。1977年7月1日，位于轮渡站上游的东嫩线轮渡建成，草临线客流受到冲击。80年代初，对浦西临江路轮渡站加以改建。

目前，由于草临线轮渡位置较偏僻，且接驳交通不如与其不远的东嫩线方便，因此过渡客流不高。

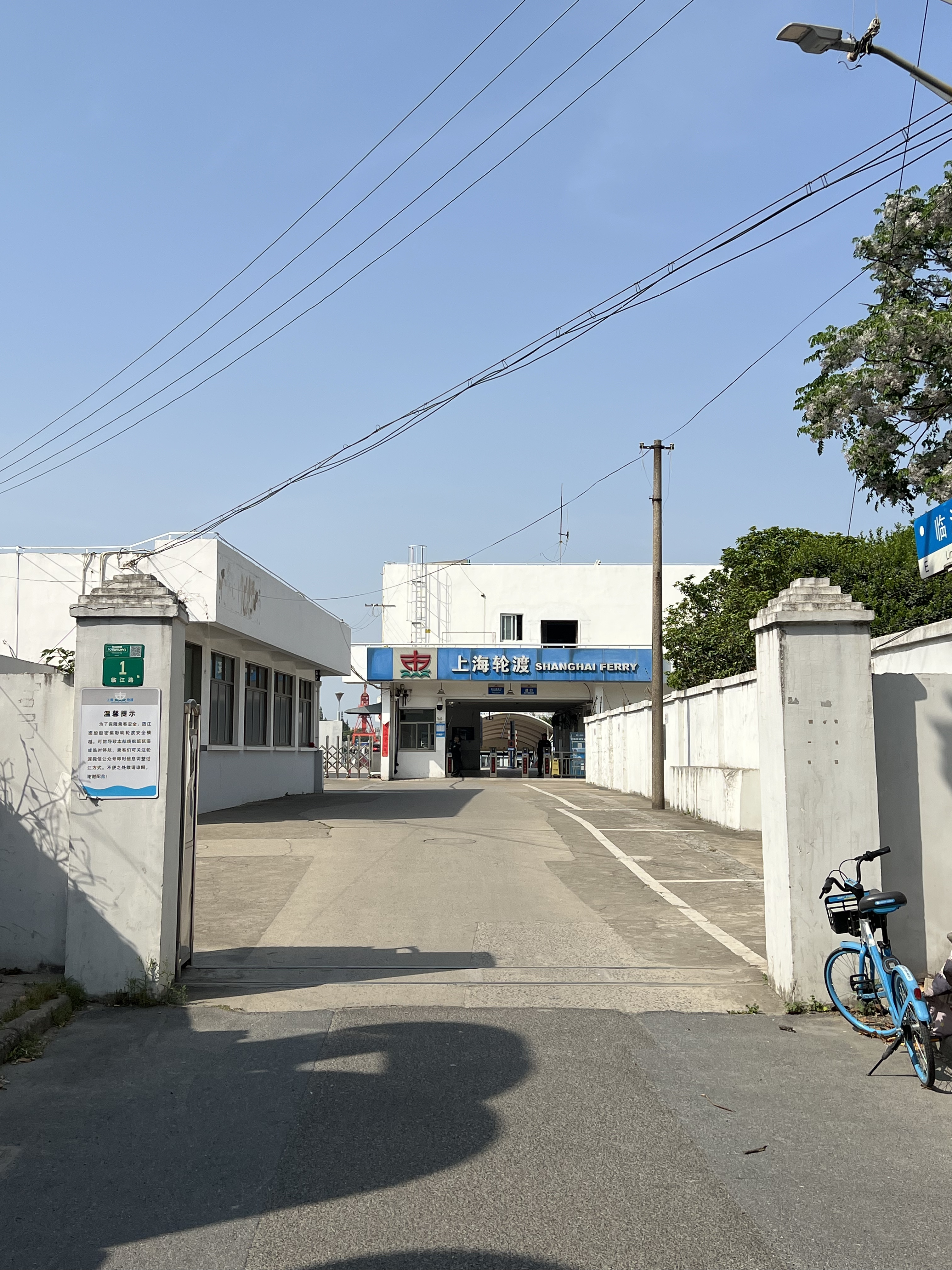
临江路轮渡站

## 航线班次
- 临江路轮渡站：6：00——20：20

6：00——9：00 20分钟一班 9：00——15：40 40分钟一班 15：40 16：10——17：50 20分钟一班 17：50 18：20——20：20 40分钟一班 
- 草镇轮渡站：5：50——20：35

5：50——8：50 20分钟一班 8：50 9：20——16：00 40分钟一班 16：00——18：00 20分钟一班 18：40——20：00 40分钟一班 20：35

## 公交换乘
- 临江路轮渡站：90、124、147、325、522、726
- 草镇轮渡站：浦东19路